# Du lịch Cộng hòa Séc

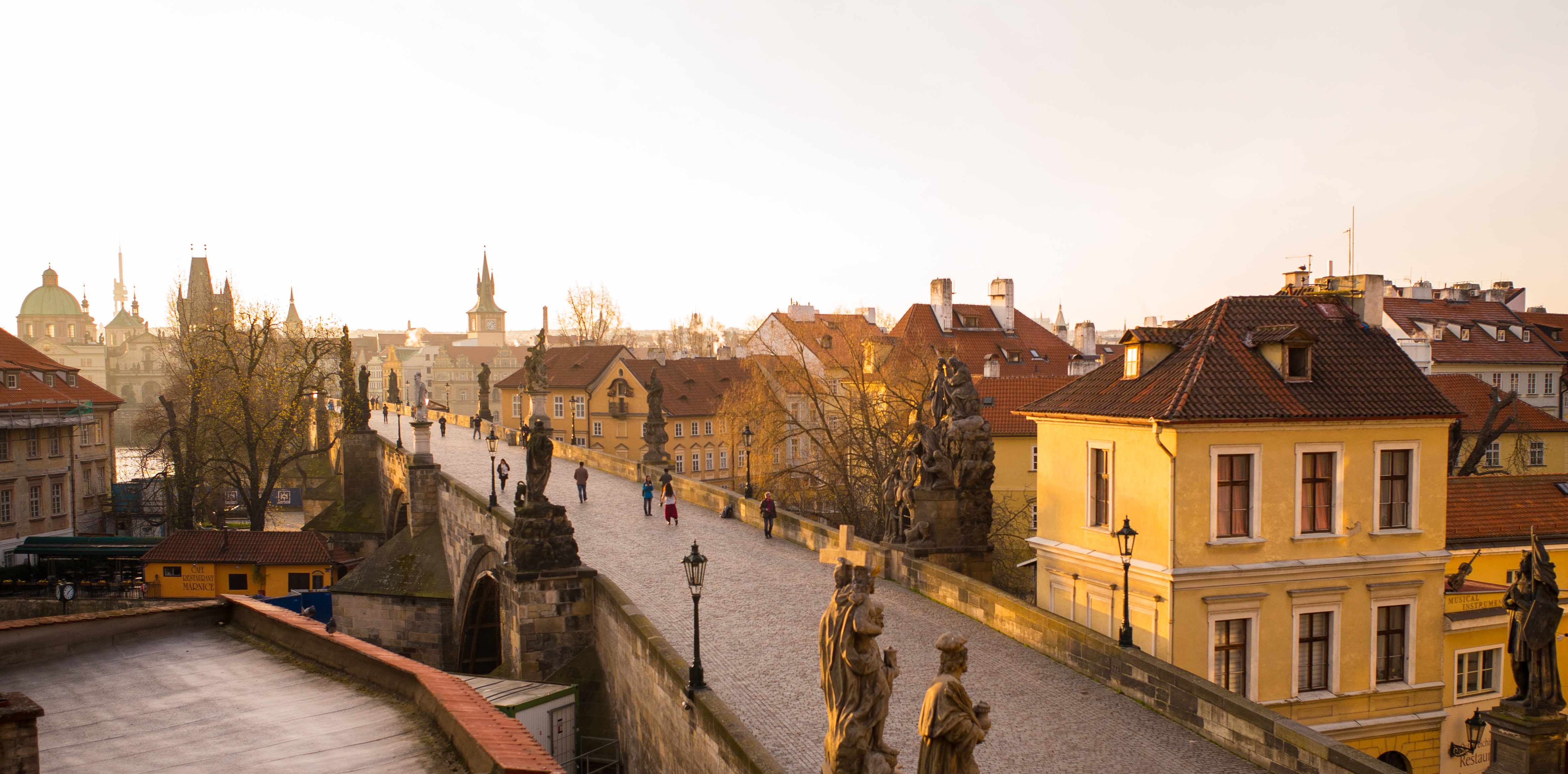
Cầu Charles là trung tâm lịch sử của thành phố Praha.

Cộng hòa Séc đã trở thành một trong những địa điểm du lịch lớn của châu Âu, đón hơn 20 triệu du khách hàng năm. Thủ đô Praha là địa điểm nổi tiếng nhất, bắng chứng là nơi đây đón hơn 8 triệu du khách hàng năm, trong đó gần 7 triệu người là du khách từ nước ngoài. Các địa điểm du lịch đắt khách khác gồm có Lâu đài Karlštejn, Kutná Hora, Brno, Český Krumlov, České Budějovice, Olomouc và Cảnh quan văn hóa Lednice–Valtice. Praha thu hút lượng lớn các khách du lịch nước ngoài, chủ yếu đến từ Đức, Nga, Ba Lan, Hoa Kỳ, Israel và Vương quốc Anh.

## Thống kê
Hầu hết khách thập phương đến Cộng hòa Séc và nghỉ qua đêm đến từ các quốc gia sau:
| Xếp hạng | Quốc gia   | 2015      | 2016      | 2017       |
| -------- | ---------- | --------- | --------- | ---------- |
|          | Total      | 8,686,726 | 9,288,013 | 10,175,963 |
| 1        | Đức        | 1,749,276 | 1,879,754 | 1,954,833  |
| 2        | Slovakia   | 564,496   | 645,788   | 688,490    |
| 3        | Ba Lan     | 467,285   | 543,247   | 578,465    |
| 4        | Nga        | 432,768   | 406,410   | 551,191    |
| 5        | Hoa Kỳ     | 507,376   | 511,629   | 539,023    |
| 6        | Trung Quốc | 285,404   | 354,799   | 491,648    |
| 7        | Anh Quốc   | 441,516   | 470,643   | 470,576    |
| 8        | Hàn Quốc   | N/A       | 322,108   | 417,438    |
| 9        | Ý          | 371,686   | 368,851   | 392,861    |
| 10       | Áo         | 268,961   | 283,608   | 292,420    |

## Các địa điểm thu hút khách du lịch

### Di sản văn hóa
Tính đến năm 2020, Cộng hòa Séc đã có tổng cộng 14 di sản thế giới của UNESCO. Tất cả chúng đều thuộc loại hình văn hóa và một trong số chúng được chia sẻ với Đức. Trung tâm lịch sử Praha và Trung tâm lịch sử Český Krumlov là những nơi thu hút khách du lịch từ khắp nơi trên thế giới.

### Đời sống về đêm
Praha thu hút một lượng lớn khách du lịch vì chi phí rẻ gắn liền với cuộc sống về đêm. Một lượng lớn các quán bar và câu lạc bộ đêm nằm sát nhau và thường mở cửa muộn, là nơi phục vụ bổ sung cho một số đối tượng khách du lịch.

### Đi bộ đường dài và trượt tuyết
Vùng nông thôn của Séc gồm nhiều khu bảo tồn như Thiên đường Bohemian (Český ráj), Bohemian Karst (Český kras) và Vườn quốc gia Šumava. Vùng nông thôn này còn có các lâu đài, các hang động và nhiều địa danh khác.
Ở Nam Bohemia, các ngọn núi trên Rừng Bohemia cũng như ở Vysočina, Jizerské hory và Beskydy có nhiều nơi cho phép đi bộ đường dài và trượt tuyết xuyên quốc gia. Khu bảo tồn tự nhiên Rejvíz là một địa danh nổi tiếng nằm ở dãy núi Jeseníky.
Các khu nghỉ dưỡng trượt tuyết nằm trải dài từ Đông Nam đến Tây Bắc của Cộng hòa Séc. Khu nghỉ dưỡng nổi tiếng và phổ biến nhất nằm ở trên dãy núi Krkonoše. Krkonoše còn có cả trung tâm du lịch Harrachov.

### Du lịch vườn nho và rượu vang
Moravia là nơi nổi tiếng với đặc sản rượu. Các khu sản xuất và du lịch rượu vang tập trung quanh các thị trấn ở Mikulov, Velké Pavlovice, Znojmo và vùng Slovácko.

## Giao thông
Du khách đến Praha được phục vụ bởi sân bay Václav Havel Praha. Đối với du khách nội địa của Cộng hòa Séc, họ thường sử dụng các phương tiện là tàu hỏa hoặc xe buýt. Đường xá vận hành trong tình trạng tốt và gồm có cả đường cao tốc. Tất cả thành phố lớn đều sở hữu hạ tầng du lịch tốt cùng nhiều khu du lịch nghỉ dưỡng.

## Thư viện ảnh
Thư viện ảnh du lịch ở Cộng hòa Séc
- Tháp Thuốc súng ở Praha.
- Lâu đài ở Lednice.
- Thị trấn ở Kutná Hora.
- Quảng trường thành phố ở České Budějovice.
- Lâu đài ở Český Krumlov.
- Lâu đài Karlštejn.
- Lâu đài Hluboká.
- Chiếc cột Ba vị Thánh, Olomouc.